# Врзино коло (роман)
Врзино коло је први роман српског књижевника и новинара Бранимира Ћосића, објављен 1925-е године за издавачку кућу С.Б.Цвијановића. Штампан је у више издања, најновије је објавила издавачка кућа Порталибрис у својој едицији Отргнуто од заборава 2020. године.

## Радња
Главна јунакиња романа је Лена Љотић, млада девојка из Београда, која са братом одлази на летовање у Дубровник, где се сусреће са групом младих људи из престонице. Роман описује припаднике златне београдске младежи, особе из добростојећих породица, и њихове љубавне и моралне дилеме, док се проводе у приморском граду. Лена кокетира са разним момцима, али је заљубена у оног који ће јој донети пропаст, кицоша и преваранта Божидара Кнежевића. Роман садржи поприлично феминистичких тема и сукоб модерног и патријархалног, осуду тадашњег друштва, према посрнулој девојци, али и према момку који се заљуби у распуштеницу са дететом. У питању је један од ретких српских романа који је смештен у бурне двадесете, како по периоду у ком се дешава радња, тако и по тематици, која наликује књигама енглеског говорног подручја, о изгубљеној младежи након Првог светског рата.